# Halowe Mistrzostwa Świata w Lekkoatletyce 2014 – siedmiobój mężczyzn
Siedmiobój mężczyzn – jedna z konkurencji rozgrywanych podczas 15. Halowych Mistrzostw Świata w Sopocie.

## Terminarz
| Data         | Godzina | Runda                          |
| ------------ | ------- | ------------------------------ |
| 7 marca 2014 | 12:10   | Bieg na 60 metrów              |
| 7 marca 2014 | 13:05   | Skok w dal                     |
| 7 marca 2014 | 18:30   | Pchnięcie kulą                 |
| 7 marca 2014 | 19:55   | Skok wzwyż                     |
| 8 marca 2014 | 10:00   | Bieg na 60 metrów przez płotki |
| 8 marca 2014 | 11:00   | Skok o tyczce                  |
| 8 marca 2014 | 19:20   | Bieg na 1000 metrów            |

## Rekordy
Tabela prezentuje rekord świata, rekordy poszczególnych kontynentów, mistrzostw świata, a także najlepszy rezultat na świecie w sezonie 2014 przed rozpoczęciem mistrzostw.
|                                   | Zawodnik           | Wynik | Miejsce      | Data                |
| --------------------------------- | ------------------ | ----- | ------------ | ------------------- |
| Halowy rekord świata              | Ashton Eaton       | 6645  | Stambuł      | 10 marca 2012(dts)  |
| Rekord halowych mistrzostw świata | Ashton Eaton       | 6645  | Stambuł      | 10 marca 2012(dts)  |
| Listy światowe                    | Eelco Sintnicolaas | 6242  | Apeldoorn    | 16 lutego 2014(dts) |
| Rekord Azji                       | Dmitrij Karpow     | 6229  | Tallinn      | 16 lutego 2008(dts) |
| Rekord Europy                     | Roman Šebrle       | 6438  | Budapeszt    | 17 marca 2004(dts)  |
| Rekord Australii i Oceanii        | Brent Newdick      | 5758  | Tallinn      | 4 lutego 2012(dts)  |
| Rekord Ameryki Północnej          | Ashton Eaton       | 6645  | Stambuł      | 10 marca 2012(dts)  |
| Rekord Afryki                     | Larbi Bouraada     | 5911  | Paryż        | 28 lutego 2010(dts) |
| Rekord Ameryki Południowej        | Gonzalo Barroilhet | 5951  | Fayetteville | 15 marca 2008(dts)  |
| Rekord Ameryki Południowej        | Carlos Chinin      | 5951  | Tallinn      | 8 lutego 2014(dts)  |

## Wyniki konkurencji
| CR – rekord mistrzostw \| NR – rekord kraju \| AR – rekord kontynentu \| SB – najlepszy wynik w sezonie \| PB – rekord życiowy |

### Bieg na 60 metrów
| Pozycja | Zawodnik                | Reprezentacja     | Rezultat | Punkty | Uwagi |
| ------- | ----------------------- | ----------------- | -------- | ------ | ----- |
| 1.      | Ashton Eaton            | Stany Zjednoczone | 6,66     | 1007   | PB    |
| 2.      | Damian Warner           | Kanada            | 6,75     | 973    | PB    |
| 3.      | Ołeksij Kasjanow        | Ukraina           | 6,88     | 925    | SB    |
| 4.      | Eelco Sintnicolaas      | Holandia          | 7,01     | 879    | SB    |
| 5.      | Kai Kazmirek            | Niemcy            | 7,02     | 875    | PB    |
| 6.      | Andrej Krauczanka       | Białoruś          | 7,12     | 840    | SB    |
| 7.      | Thomas Van der Plaetsen | Belgia            | 7,13     | 837    | PB    |
| 8.      | Pascal Behrenbruch      | Niemcy            | 7,23     | 802    | SB    |

### Skok w dal
| Pozycja | Zawodnik                | Reprezentacja     | Próby | Próby | Próby | Rezultat | Punkty | Uwagi | Suma |
| Pozycja | Zawodnik                | Reprezentacja     | 1     | 2     | 3     | Rezultat | Punkty | Uwagi | Suma |
| ------- | ----------------------- | ----------------- | ----- | ----- | ----- | -------- | ------ | ----- | ---- |
| 1.      | Ashton Eaton            | Stany Zjednoczone | 5,90  | 7,78  | 7,77  | 7,78     | 1005   | SB    | 2012 |
| 2.      | Thomas Van der Plaetsen | Belgia            | 6,08  | 7,44  | 7,67  | 7,67     | 977    |       | 1814 |
| 3.      | Ołeksij Kasjanow        | Ukraina           | 7,38  | 7,54  | 7,53  | 7,54     | 945    |       | 1870 |
| 4.      | Andrej Krauczanka       | Białoruś          | 7,31  | 7,37  | 7,46  | 7,46     | 925    |       | 1765 |
| 5.      | Kai Kazmirek            | Niemcy            | 7,44  | 7,31  | 7,38  | 7,44     | 920    |       | 1795 |
| 6.      | Damian Warner           | Kanada            | 6,67  | 7,27  | 7,31  | 7,31     | 888    | SB    | 1861 |
| 7.      | Eelco Sintnicolaas      | Holandia          | 7,11  | 7,14  | 6,88  | 7,14     | 847    |       | 1726 |
| 8.      | Pascal Behrenbruch      | Niemcy            | 6,45  | 6,83  | 7,06  | 7,06     | 828    | SB    | 1630 |

### Pchnięcie kulą
| Pozycja | Zawodnik                | Reprezentacja     | Próby | Próby | Próby | Rezultat | Punkty | Uwagi | Suma |
| Pozycja | Zawodnik                | Reprezentacja     | 1     | 2     | 3     | Rezultat | Punkty | Uwagi | Suma |
| ------- | ----------------------- | ----------------- | ----- | ----- | ----- | -------- | ------ | ----- | ---- |
| 1.      | Pascal Behrenbruch      | Niemcy            | 15,28 | 15,24 | 15,50 | 15,50    | 820    | SB    | 2450 |
| 2.      | Andrej Krauczanka       | Białoruś          | 14,51 | 14,66 | 15,42 | 15,42    | 816    | PB    | 2581 |
| 3.      | Ołeksij Kasjanow        | Ukraina           | 15,41 | 14,71 | x     | 15,41    | 815    | SB    | 2685 |
| 4.      | Ashton Eaton            | Stany Zjednoczone | 14,61 | 14,82 | 14,88 | 14,88    | 782    |       | 2794 |
| 5.      | Eelco Sintnicolaas      | Holandia          | 13,88 | 14,08 | 14,39 | 14,39    | 752    |       | 2478 |
| 6.      | Thomas Van der Plaetsen | Belgia            | 13,95 | 13,12 | 14,32 | 14,32    | 748    | PB    | 2562 |
| 7.      | Kai Kazmirek            | Niemcy            | 12,74 | 14,00 | 14,06 | 14,06    | 732    | PB    | 2527 |
| 8.      | Damian Warner           | Kanada            | 13,86 | 13,72 | x     | 13,86    | 720    | SB    | 2581 |

### Skok wzwyż
| Pozycja | Zawodnik                | Reprezentacja     | Rezultat | Punkty | Uwagi | Suma |
| ------- | ----------------------- | ----------------- | -------- | ------ | ----- | ---- |
| 1.      | Andrej Krauczanka       | Białoruś          | 2,21     | 1002   | CHB   | 3583 |
| 2.      | Thomas Van der Plaetsen | Belgia            | 2,12     | 915    | SB    | 3477 |
| 3.      | Ashton Eaton            | Stany Zjednoczone | 2,06     | 859    | SB    | 3653 |
| 4.      | Ołeksij Kasjanow        | Ukraina           | 2,03     | 831    |       | 3516 |
| 5.      | Kai Kazmirek            | Niemcy            | 2,03     | 831    |       | 3358 |
| 6.      | Eelco Sintnicolaas      | Holandia          | 2,03     | 831    | SB    | 3309 |
| 7.      | Damian Warner           | Kanada            | 2,00     | 803    | SB    | 3384 |
| 8.      | Pascal Behrenbruch      | Niemcy            | 1,94     | 749    | SB    | 3199 |

| Pozycja | Zawodnik                | Wysokości | Wysokości | Wysokości | Wysokości | Wysokości | Wysokości | Wysokości | Wysokości | Wysokości | Wysokości | Wysokości | Wysokości | Wysokości | Wysokości |
| Pozycja | Zawodnik                | 1,85      | 1,88      | 1,91      | 1,94      | 1,97      | 2,00      | 2,03      | 2,06      | 2,09      | 2,12      | 2,15      | 2,18      | 2,21      | 2,24      |
| ------- | ----------------------- | --------- | --------- | --------- | --------- | --------- | --------- | --------- | --------- | --------- | --------- | --------- | --------- | --------- | --------- |
| 1.      | Andrej Krauczanka       | –         | –         | –         | –         | o         | –         | o         | o         | o         | o         | o         | xo        | o         | xxx       |
| 2.      | Thomas Van der Plaetsen | –         | –         | –         | –         | o         | –         | o         | xxo       | xo        | o         | xxx       |           |           |           |
| 3.      | Ashton Eaton            | –         | –         | o         | o         | o         | o         | xxo       | o         | xxx       |           |           |           |           |           |
| 4.      | Ołeksij Kasjanow        | –         | –         | o         | –         | o         | o         | xo        | xxx       |           |           |           |           |           |           |
| 5.      | Kai Kazmirek            | –         | –         | o         | –         | o         | o         | xxo       | xxx       |           |           |           |           |           |           |
| 6.      | Eelco Sintnicolaas      | o         | –         | o         | –         | xo        | xo        | xxo       | xxx       |           |           |           |           |           |           |
| 7.      | Damian Warner           | o         | –         | o         | o         | o         | o         | xxx       |           |           |           |           |           |           |           |
| 8.      | Pascal Behrenbruch      | o         | o         | xxo       | o         | xxx       |           |           |           |           |           |           |           |           |           |

### Bieg na 60 metrów przez płotki
| Pozycja | Zawodnik                | Reprezentacja     | Rezultat | Punkty | Uwagi | Suma |
| ------- | ----------------------- | ----------------- | -------- | ------ | ----- | ---- |
| 1.      | Ashton Eaton            | Stany Zjednoczone | 7,64     | 1074   | CHB   | 4727 |
| 2.      | Damian Warner           | Kanada            | 7,70     | 1059   |       | 4443 |
| 3.      | Ołeksij Kasjanow        | Ukraina           | 7,85     | 1020   | PB    | 4536 |
| 4.      | Eelco Sintnicolaas      | Holandia          | 8,05     | 969    | SB    | 4278 |
| 5.      | Kai Kazmirek            | Niemcy            | 8,07     | 964    |       | 4322 |
| 6.      | Andrej Krauczanka       | Białoruś          | 8,10     | 957    | SB    | 4540 |
| 7.      | Thomas Van der Plaetsen | Belgia            | 8,16     | 942    |       | 4419 |
| 8.      | Pascal Behrenbruch      | Niemcy            | 8,19     | 935    |       | 4134 |

### Skok o tyczce
| Pozycja | Zawodnik                | Reprezentacja     | Rezultat | Punkty | Uwagi | Suma |
| ------- | ----------------------- | ----------------- | -------- | ------ | ----- | ---- |
| 1.      | Eelco Sintnicolaas      | Holandia          | 5,40     | 1035   | SB    | 5313 |
| 2.      | Thomas Van der Plaetsen | Belgia            | 5,20     | 972    |       | 5391 |
| 3.      | Ashton Eaton            | Stany Zjednoczone | 5,20     | 972    |       | 5699 |
| 3.      | Kai Kazmirek            | Niemcy            | 5,20     | 972    | PB    | 5294 |
| 5.      | Andrej Krauczanka       | Białoruś          | 5,00     | 910    |       | 5450 |
| 6.      | Pascal Behrenbruch      | Niemcy            | 4,80     | 849    | SB    | 4983 |
| 7.      | Damian Warner           | Kanada            | 4,60     | 790    | SB    | 5233 |
| 8.      | Ołeksij Kasjanow        | Ukraina           | 4,50     | 760    | SB    | 5296 |

| Pozycja | Zawodnik                | Wysokości | Wysokości | Wysokości | Wysokości | Wysokości | Wysokości | Wysokości | Wysokości | Wysokości | Wysokości | Wysokości | Wysokości | Wysokości | Wysokości | Wysokości |
| Pozycja | Zawodnik                | 4,20      | 4,30      | 4,40      | 4,50      | 4,60      | 4,70      | 4,80      | 4,90      | 5,00      | 5,10      | 5,20      | 5,30      | 5,40      | 5,50      | 5,60      |
| ------- | ----------------------- | --------- | --------- | --------- | --------- | --------- | --------- | --------- | --------- | --------- | --------- | --------- | --------- | --------- | --------- | --------- |
| 1.      | Eelco Sintnicolaas      | –         | –         | –         | –         | –         | –         | –         | –         | –         | –         | o         | –         | xxo       | x-        | xx        |
| 2.      | Thomas Van der Plaetsen | –         | –         | –         | –         | –         | –         | –         | –         | xo        | –         | xo        | xxx       |           |           |           |
| 3.      | Kai Kazmirek            | –         | –         | –         | –         | o         | –         | o         | –         | o         | o         | xxo       | xxx       |           |           |           |
| 3.      | Ashton Eaton            | –         | –         | –         | –         | –         | –         | –         | o         | o         | –         | xxo       | xxx       |           |           |           |
| 5.      | Andrej Krauczanka       | –         | –         | –         | –         | –         | xo        | –         | o         | o         | xxx       |           |           |           |           |           |
| 6.      | Pascal Behrenbruch      | –         | xxo       | –         | o         | o         | xxo       | xxo       | xxx       |           |           |           |           |           |           |           |
| 7.      | Damian Warner           | –         | –         | –         | xo        | o         | xxx       |           |           |           |           |           |           |           |           |           |
| 8.      | Ołeksij Kasjanow        | –         | –         | –         | o         | xxx       |           |           |           |           |           |           |           |           |           |           |

### Bieg na 1000 metrów
| Pozycja | Zawodnik                | Reprezentacja     | Rezultat | Punkty | Uwagi |
| ------- | ----------------------- | ----------------- | -------- | ------ | ----- |
| 1.      | Ashton Eaton            | Stany Zjednoczone | 2:34,72  | 933    | SB    |
| 2.      | Damian Warner           | Kanada            | 2:37,98  | 896    | PB    |
| 3.      | Eelco Sintnicolaas      | Holandia          | 2:38,98  | 885    | SB    |
| 4.      | Ołeksij Kasjanow        | Ukraina           | 2:39,44  | 880    | NR    |
| 5.      | Kai Kazmirek            | Niemcy            | 2:39,51  | 879    | PB    |
| 6.      | Thomas Van der Plaetsen | Belgia            | 2:40,50  | 868    | PB    |
| 7.      | Andrej Krauczanka       | Białoruś          | 2:41,88  | 853    | SB    |
| 8 !     | Pascal Behrenbruch      | Niemcy            | DNF      | 0      |       |

## Klasyfikacja końcowa
| Pozycja | Zawodnik                | Reprezentacja     | Punkty | Uwagi |
| ------- | ----------------------- | ----------------- | ------ | ----- |
| 1.      | Ashton Eaton            | Stany Zjednoczone | 6632   | WL    |
| 2.      | Andrej Krauczanka       | Białoruś          | 6303   | NR    |
| 3.      | Thomas Van der Plaetsen | Belgia            | 6259   | NR    |
| 4.      | Eelco Sintnicolaas      | Holandia          | 6198   |       |
| 5.      | Ołeksij Kasjanow        | Ukraina           | 6176   | SB    |
| 6.      | Kai Kazmirek            | Niemcy            | 6173   | PB    |
| 7.      | Damian Warner           | Kanada            | 6129   | PB    |
| 8.      | Pascal Behrenbruch      | Niemcy            | 4983   | SB    |